# Homidiana canace
Homidiana canace is een vlinder uit de familie van de Sematuridae. De wetenschappelijke naam van de soort is voor het eerst geldig gepubliceerd in 1856 door Hopffer.